# تورجو
توریو (به لاتین: Türju) یک روستا در استونی است که در دهستان تورگو واقع شده‌است.